# Aetheomorpha nitidicollis
Aetheomorpha nitidicollis es un coleóptero de la familia Chrysomelidae.
Fue descrita científicamente por primera vez en 1908 por Jacoby.